# ダイナミック競馬
『ダイナミック競馬』（ダイナミックけいば）は、下記のいくつかの競馬番組を示す。

## スカイパーフェクTV!
スカイパーフェクTV!（スカパー!）の645ch/795ch「ミュージック・グラフィティTV」内で放送しているホッカイドウ競馬・ばんえい競馬のレース中継番組。
ホッカイドウ競馬・ばんえい競馬の開催日は全レースを生中継するほか、ホッカイドウ競馬の開催日と重複しないダートグレード競走開催日には、その開催競馬場の全レースを放送する。原則として中継時間帯は無料放送となるが、ばんえい競馬中継は一部の時間帯が有料となる。
2006年4月15日より、ばんえい競馬の中継はスカパー!241chハッピー241に移行していたが、2008年9月30日以降休止された。

## 新潟放送
新潟放送（BSN）テレビが1999年7月24日まで放送していた、中央競馬のレース中継番組。以下2種類が存在する。
- テレビ東京からネット受けした土曜競馬中継を改題
- 自主制作版

### テレビ東京からのネット受け版
テレビ東京からネットした『土曜競馬中継』を、1991年5月25日 - 1999年7月24日の期間で『ダイナミック競馬』という名前に改題して放送した。新聞・雑誌の番組名も「ダイナミック競馬」として掲載していた。 日曜日の『スーパー競馬』に関しては製作局と同じタイトルのままだった。

### 自主制作版
新潟放送テレビが1991年4月27日 - 1999年5月23日の期間、新潟競馬従場開催時に放送する自主制作版のタイトルとしてダイナミック競馬を用いた。土日ともにこのタイトルを使用した。

### 放送時間
テレビ東京からのネット受け版（1999年5月時点）
- 土曜  15:00 - 15:55

新潟競馬主場開催時は14:30 - 15:55
自主制作版（1999年5月時点）
- 土曜  14:30 - 15:55
- 日曜  14:30 - 16:00

ゴルフ等TBS全国ネット番組により、15:24からのスタート及び番組の休止もあった。休止の場合は5分番組の「中央競馬ハイライト」が編成された。

### 実況担当アナウンサー（自主制作版）
- 磯村茂昭
- 大塚浩
- 中村靖国
- 星野一弘
- 杉浦健

### 解説者（自主制作版）
- 佐藤寿恭[10]

### その他
- 新潟放送は1965年7月よりテレビでの競馬中継を開始し[11]、1983年よりワイド番組内で土曜日の新潟競馬従場開催時における中継を開始した（この年は開幕日のみ）[12]。1984年以降は単独番組となった[13]。[16]
- 『中央競馬ダイジェスト』は1985年4月6日放送開始[17]、新潟競馬従場開催時は15分に時間枠を拡大していた[7]。
- スーパー競馬も15:24スタートの場合があった[18]。
- スーパー競馬休止時も新潟総合テレビ（NST）による代替放送開始前までは5分番組の中央競馬ハイライトを編成していた[19]。
- 新潟記念当日の14:30 - 15:00にて、新潟記念の展望番組を放送していた[20]。
- 不定期で放送した新潟県競馬の中継では、「県競馬ライブ」というタイトルを使用した[21]。

### 関連記事
- ワンダフル競馬（2001年より使用している自主制作版のタイトル[22]）